# Incident du golfe d'Oman (mai 2019)
Crise américano-iranienne de 2019-2020
Batailles
m
- 1er Incident du golfe d'Oman
- 2e Incident du golfe d'Oman
- Destruction d'un drone américain
- Attaque de la base aérienne K-1
- Attaque contre l'ambassade des États-Unis à Bagdad
- Assassinat de Qassem Soleimani
- Opération Martyr Soleimani
- Destruction du Vol PS752
- Attaques d'Erbil

- Attaque de la Tour 22
- Bombardements américains du 3 février 2024 en Irak et en Syrie

L'incident du golfe d'Oman survenu le 12 mai 2019 au large du port de Fujaïrah (Émirats arabes unis) correspond au sabotage de 4 navires marchands naviguant dans le golfe d'Oman. Le ministère des Affaires étrangères des Émirats arabes unis n'a pas, à la suite de cet incident, fait part d'une quelconque information au sujet des méthodes employées ou des coupables éventuels. 

## Déroulement

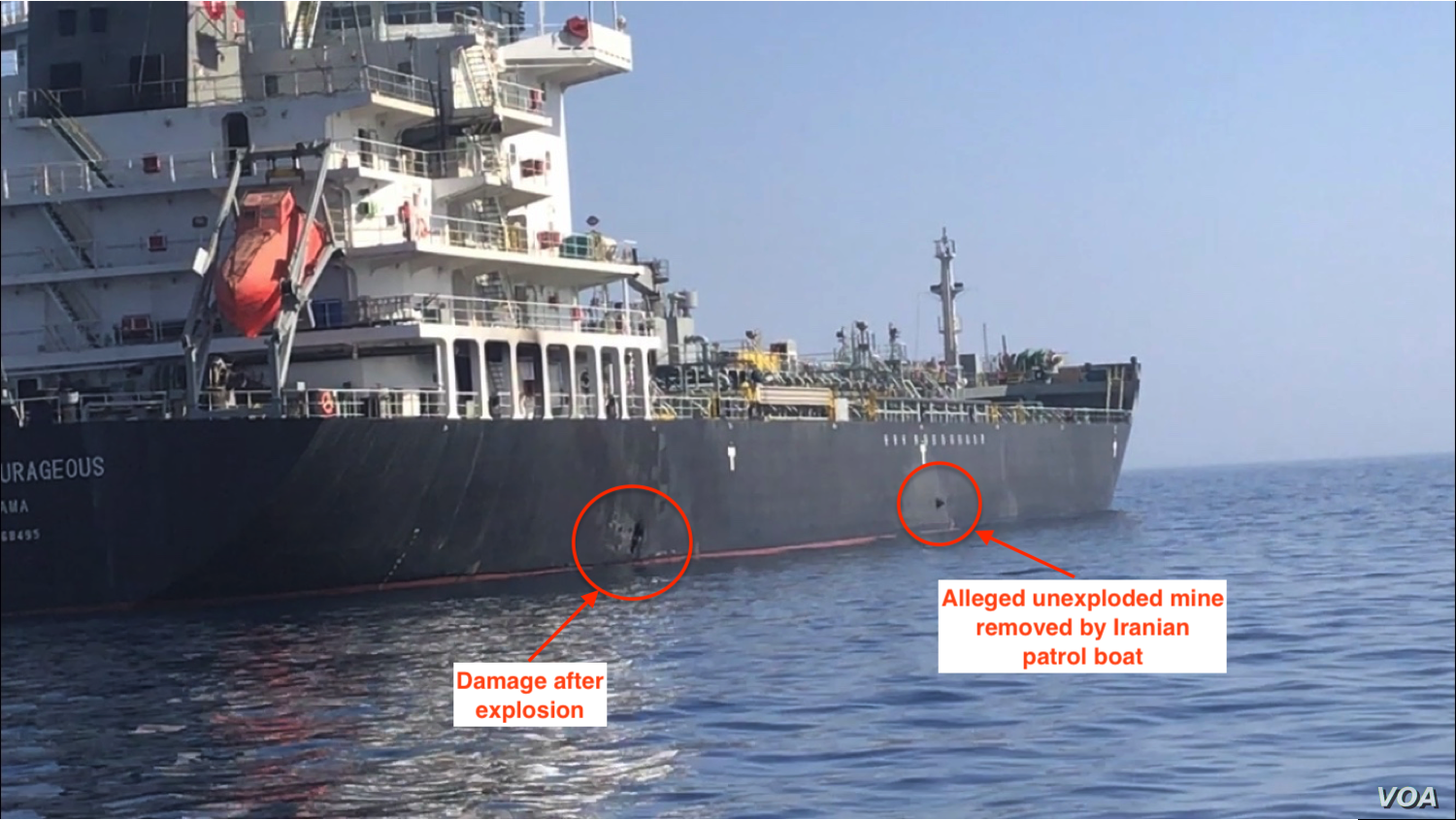
Le pétrolier MV Kokuka Courageous, un des navires victimes d'attaques dans le golfe d'Oman.

### Selon les Émirats arabes unis
Selon le ministère des Affaires étrangères des Émirats arabes unis, l'incident a eu lieu près des eaux territoriales omanaises aux alentours de 6 h du matin dans la journée du 12 mai, et n'a pas causé de victimes ni de pollution.

### Selon l'Arabie saoudite
Selon Khaled al-Faleh (directeur du comité exécutif de Saudi Aramco et ministre saoudien de l'Énergie), deux des navires endommagés étaient des pétroliers saoudiens, dont un à destination du port de Ras Tanura (Arabie saoudite), puis des États-Unis.

### Selon la Norvège
Selon Thome Ship Management, société à laquelle appartenait le navire norvégien endommagé, le bâtiment aurait été « frappé par un objet non identifié au niveau de la ligne de flottaison », au large de Fujaïrah.